# النهر المقدس (قاديشا)
نهر قاديشا (النهر المقدس)، المعروف بنهر أبو علي في العصر الفاطمي يمتد 45 كيلومتر (28 ميل) الشرق إلى الغرب من مغارة قاديشا، في منتصف الطريق بين بشري وأرز الرب، إلى البحر المتوسط في طرابلس. يمتد النهر على طول وادي قاديشا، ويقطع ممرات عميقة.
عند مروره عبر طرابلس، كان محاط بسور ومغطاة جزئيًا. النهر اليوم ملوث للغاية في منطقة طرابلس، وذلك لان النهر جُعل مكب لنفايات سوق طرابلس ولبقايا مزارع الدجاج.
سنة 1955، حدث فيضان كبير، عُرفت بسنة الطوفة؛ هذا الفيضان أدى إلى غرق المدينة بالمياه، وخسائر أخرى كبيرة بشريًا واقتصاديًا. بعد القرار بهدم النهر، إعادة بناءه، وتوسيع المجرى، زادت الأمور من التدهور الاقتصادي مذ آنذاك. 

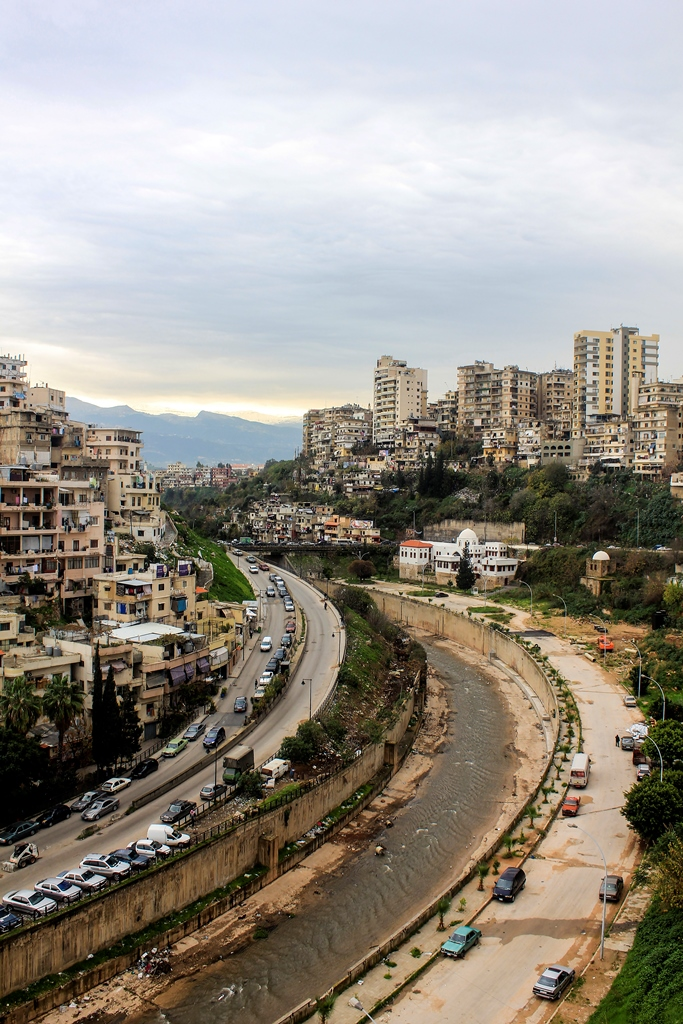
نهر قاديشا المسور في طرابلس